# Purépecha
La langue purépecha, également appelée langue tarasque, est la langue parlée par les Purépechas, Amérindiens indigènes du Michoacán (État de l'ouest du Mexique).

## Classification
Cette langue n'appartient à aucun des phyla américains connus. Deux chercheurs ont tenté de mettre fin à cette situation d'isolat en faisant appel à la lexico-statistique : il s'agit de comparer le vocabulaire de plusieurs langues puis d'en comptabiliser le pourcentage de racines communes. Morris Swadesh découvrit ainsi des affinités entre le tarasque et l'aymara (parlé sur les rives du lac Titicaca), le quechua (parlé dans toutes les Andes centrales) ou encore le zuñi (parlé dans le sud-ouest des États-Unis). Joseph Greenberg présente des conclusions radicalement différentes: la langue tarasque appartiendrait à un phylum nommé chibcha-paeza. Cette famille linguistique se divise en deux branches : le sous-groupe chibcha, auquel appartient le groupe linguistique tarasque, et le sous-groupe paeza. Les divergences de point de vue entre les études de Swadesh et de Greenberg incitent à utiliser les résultats obtenus à partir de la lexico-statistique avec la plus grande prudence.

## Écriture
Un programme d’alphabétisation en purépecha est débuté en 1939 et dirigé par Morris Swadesh, déjà chargé de la linguistique dans le département des affaires indiennes du Mexique. Ce programme est arrêté en 1940 et reprend en 1945. L’alphabet utilisé est un alphabet sans lettres majuscules.
| a | b | c | ȼ | ȼʻ | č | čʻ | d | e | f | g | i | ʌ | j  | k | kʻ |
| l | m | n | ŋ | o  | p | pʻ | r | ɹ | r̃ | s | š | t | tʻ | u |    |

Depuis, plusieurs alphabets ont été proposés un premier en 1980 par le Secrétariat de l’Éducation publique (SEP) qui est utilisé par la Direction générale de l’Éducation indigène pour les livres scolaires, un autre en 1992 par P’urhe Uantákua Jurámukua (l’Académie de la langue purépecha), et un dernier par Hernández et Nava en 2000.,
| a | ch | ch’ | e | i | ï | j | k | ku | k’ | k’u | m | n | nh | o | p | p’ | r | rh | s | t | ts | ts’ | t’ | u | w | x | y |